# Grand Resort Bad Ragaz

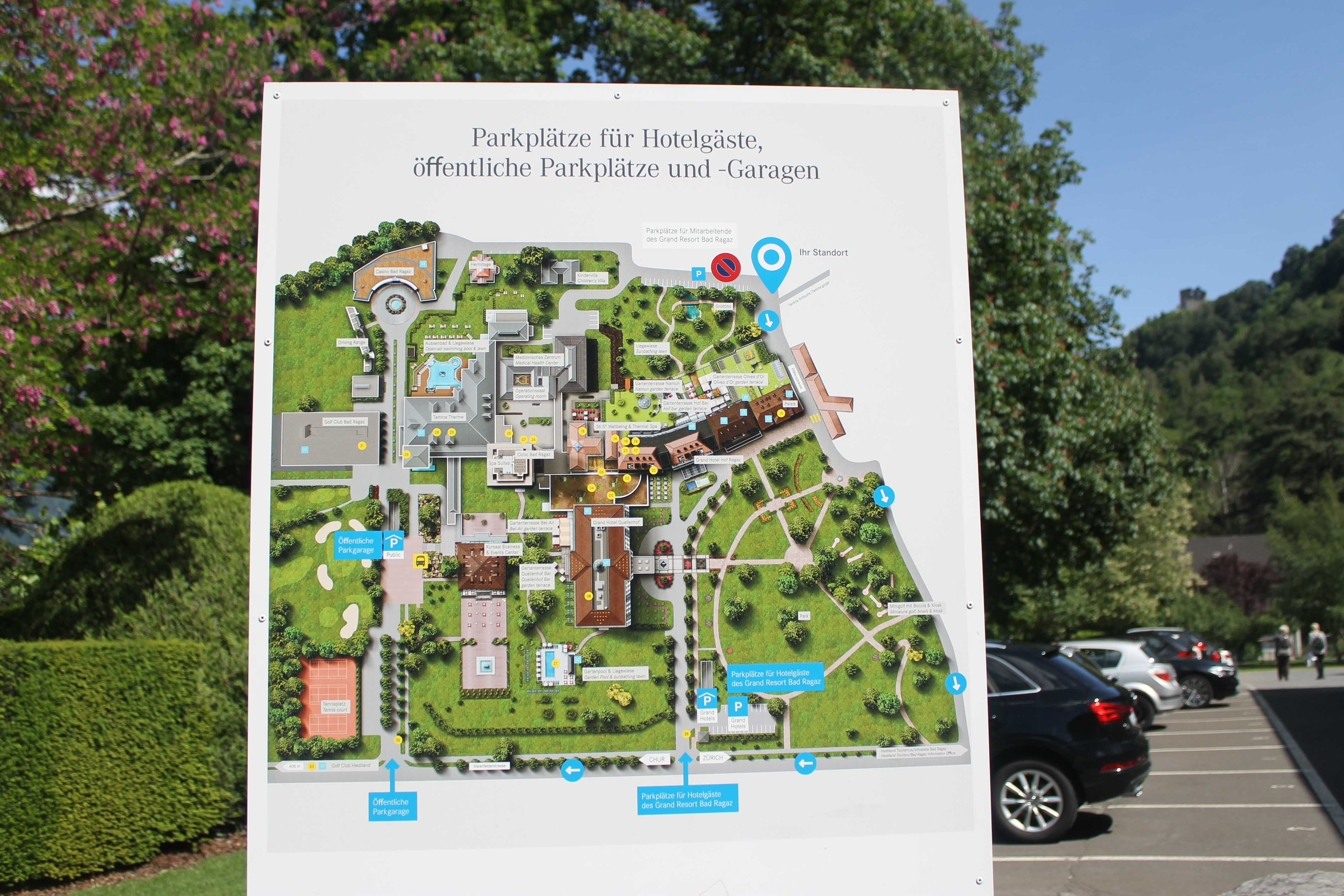
Übersicht über das Resort

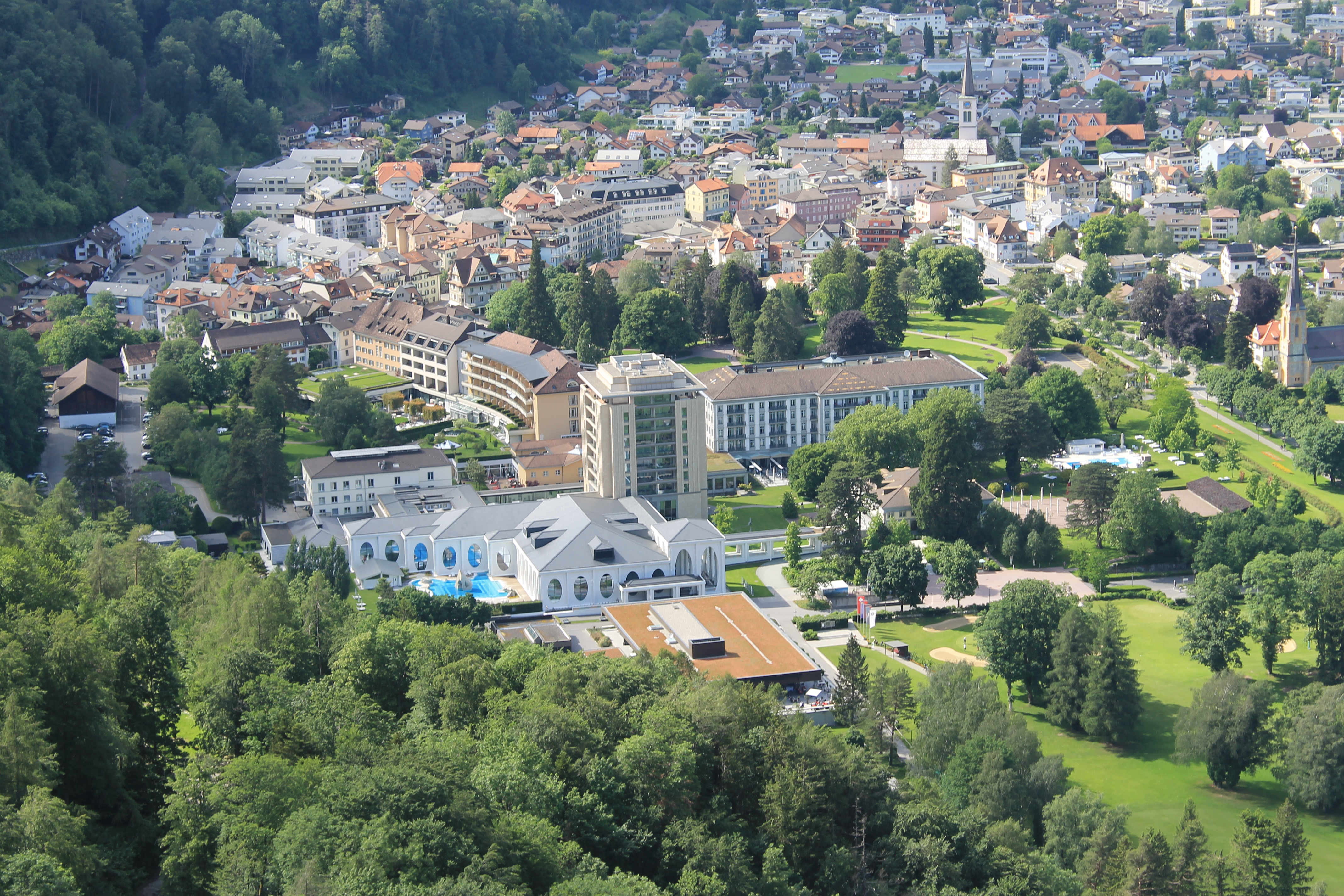
Ansicht von der Burg Wartenstein

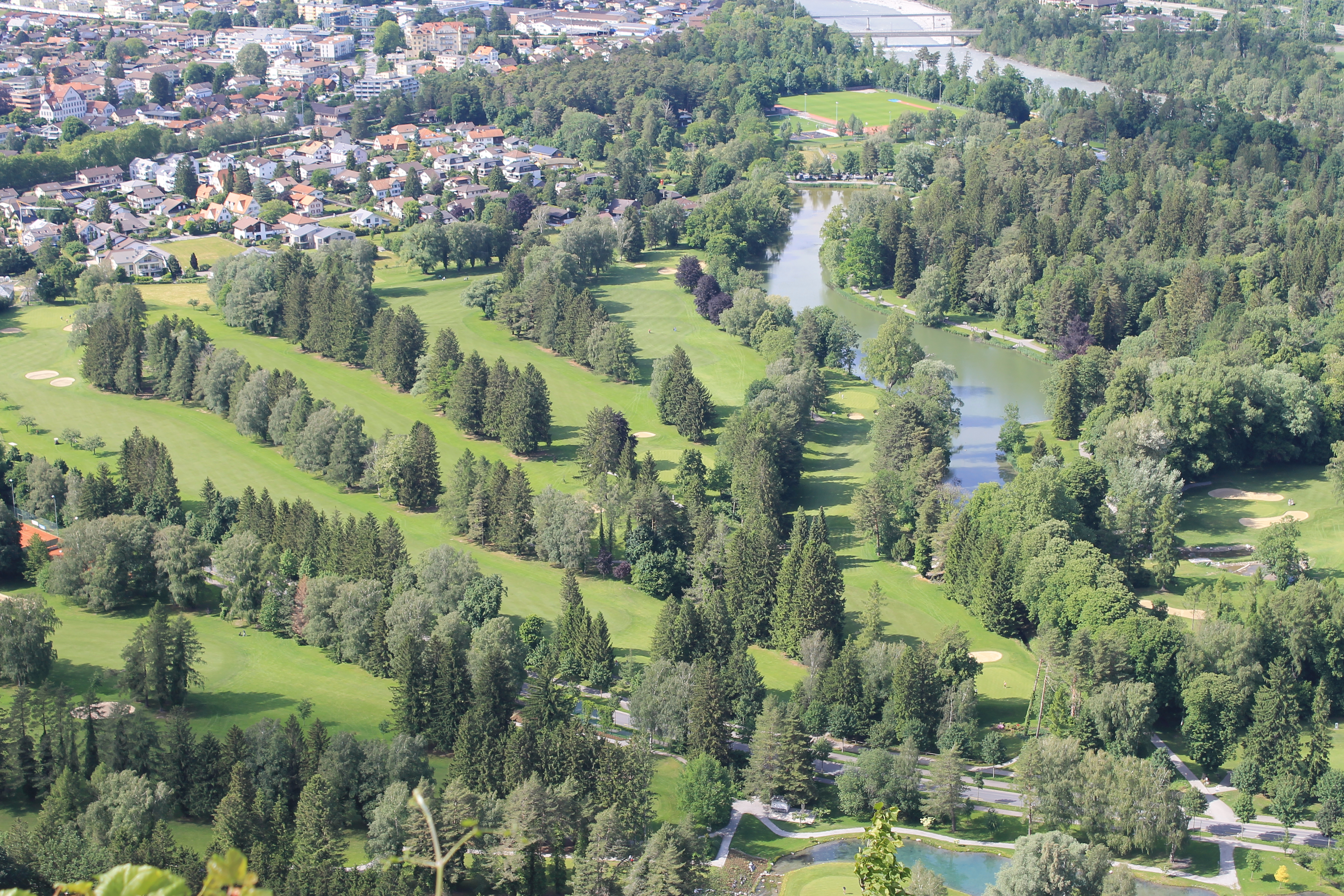
Golfplatz des Resorts

Das Grand Resort Bad Ragaz ist ein historisches Wellneshotel mit eigener Thermalquelle und einem medizinischen Gesundheitszentrum in Bad Ragaz in der Ostschweiz. Heute ist es ein Luxushotel und gehört zur Allianz The Leading Hotels of the World. 

## Resort
Das Resort besteht aus dem Grand Hotel Hof Ragaz und dem Grand Hotel Quellenhof & Spa Suites. Das Fünf-Sterne-Resort ist seit der Konzession an Bernhard Simon und dem Bau des Grand Hotel Quellenhof 1868 der grösste Arbeitgeber der Region und Eigentümer der Grundstücke rund um die Burgruine Wartenstein.
Zum Resort gehören sieben Restaurants mit insgesamt 4 Michelin-Sternen (je 2 für die Restaurants "IGNIV" und "Memories") und 48 Gault-Millau-Punkten (18 für das Restaurant "Memories", 17 für "IGNIV" und 13 für Golf-Restaurant "Gladys"), ein Bistro, zwei Golfplätze, das Kursaal Business & Events Center, ein hoteleigenes und ein öffentliches Thermalheilbad, ein Spa und ein Casino. Seit 2016 gehört ausserdem das Hotel Schloss Wartenstein zum Grand Resort Bad Ragaz.
Eigentümerin ist die Grand Resort Bad Ragaz AG, die zu 70 % Thomas Schmidheiny gehört.

## Geschichte

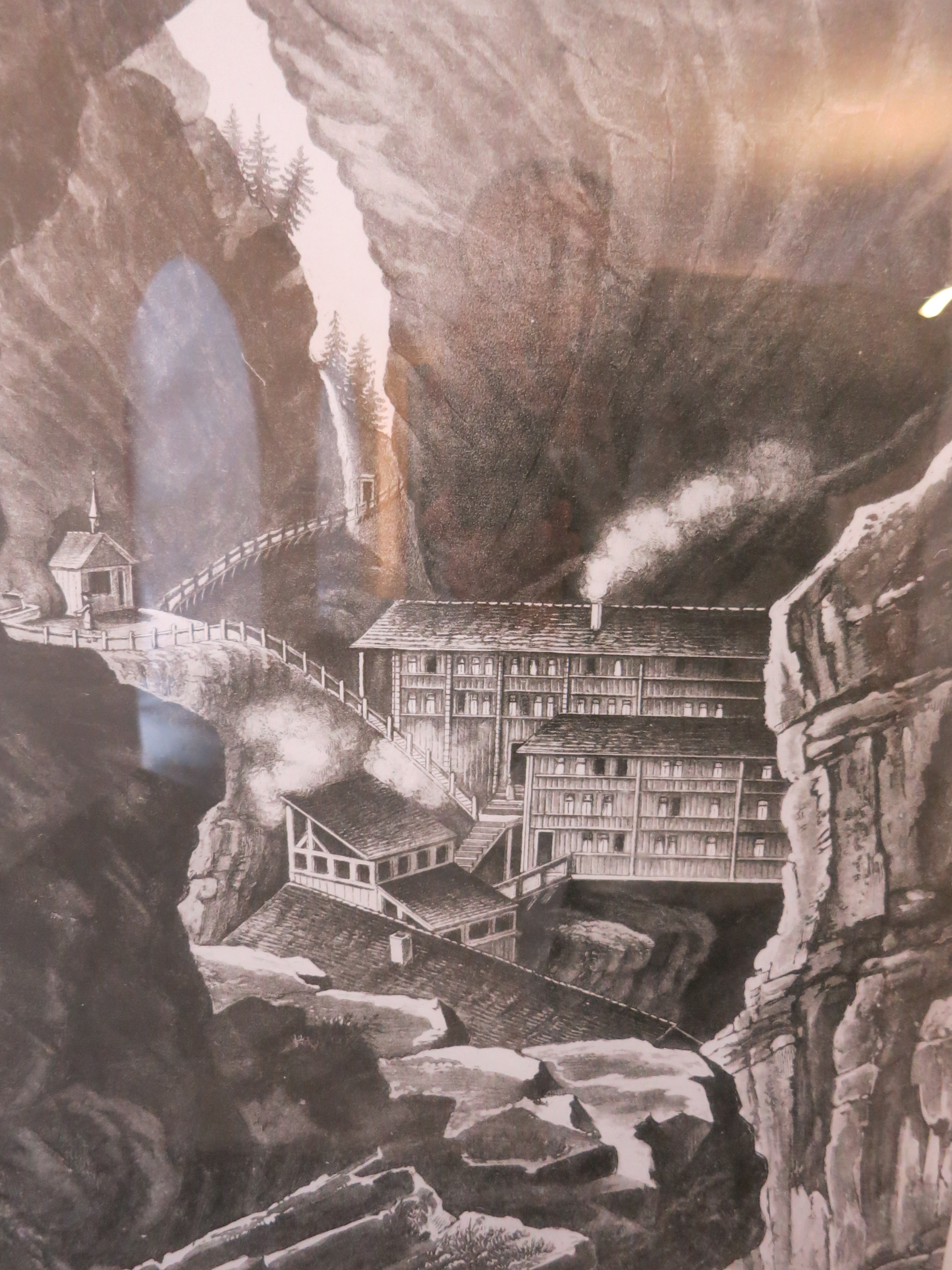
Altes Bad Pfäfers

Im Jahr 1242 entdecken Jäger des Abtei Pfäfers eine 36,5 °C warme Quelle in der Taminaschlucht. In deren Wasser erkannten die Mönche des nahe gelegenen Benediktiner-Klosters eine heilende Wirkung – so die Überlieferung.
Die Geschichte von Bad Ragaz als Bade- und Kurort beginnt nach der Aufhebung der Abtei Pfäfers (1838) mit dem Bau der Strasse durch das Taminatobel zum Bad Pfäfers (1839), der Herausleitung des warmen Thermalwassers nach Bad Ragaz (1840) und der Errichtung erster Kuranstalten (Hotel „Hof Ragaz“) in den Räumlichkeiten der ehemaligen Pfäferser Statthalterei. Gefördert wurde diese Entwicklung durch den Anschluss an die Bahnlinie St. Gallen-Chur (1858). Einen entscheidenden Einschnitt bedeutete das Jahr 1868, als der Glarner Architekt Bernhard Simon die ehemalige Pfäferser Klosterdomäne in Bad Ragaz vom Kanton erwarb, die Kuranstalt Ragaz-Pfäfers gründete und neue Kureinrichtungen (u. a. Grandhotel „Quellenhof“) erbaute. Die verstärkte Nutzung des Thermalwassers machte aus dem einstigen Bauerndorf Ragaz einen Weltkurort. Das Badehaus Hof wurde kontinuierlich erweitert. Die Infrastruktur im Dorf passte sich den Bedürfnissen der Kur- und Badegäste an. Es entstanden Hotels und Pensionen für den Mittelstand, Restaurants, Läden und Geschäfte. Zahlreiche russische Adlige kamen mehrere Monate zur Kur. Bad Ragaz wurde damit zum internationalen Kurort von Weltruf mit einer ersten grossen Blütezeit vor dem Ersten Weltkrieg (1913: 106'000 Logiernächte, 1914: 68'000). Der darauffolgende wirtschaftliche Einbruch dauerte bis in die 1950er Jahre.
Im Jahr 2007 wurden im Rahmen grösserer Umbauten das Hotel Hof Ragaz vom Vierstern- zum Fünfsternhaus umgewandelt, die Taminatherme neu gebaut und das Suiten-Hochhaus neu errichtet.
2019 erfolgte eine umfassende Sanierung und Umbau des Grand Resort Bad Ragaz für insgesamt 45 Millionen Franken.

## Standorte

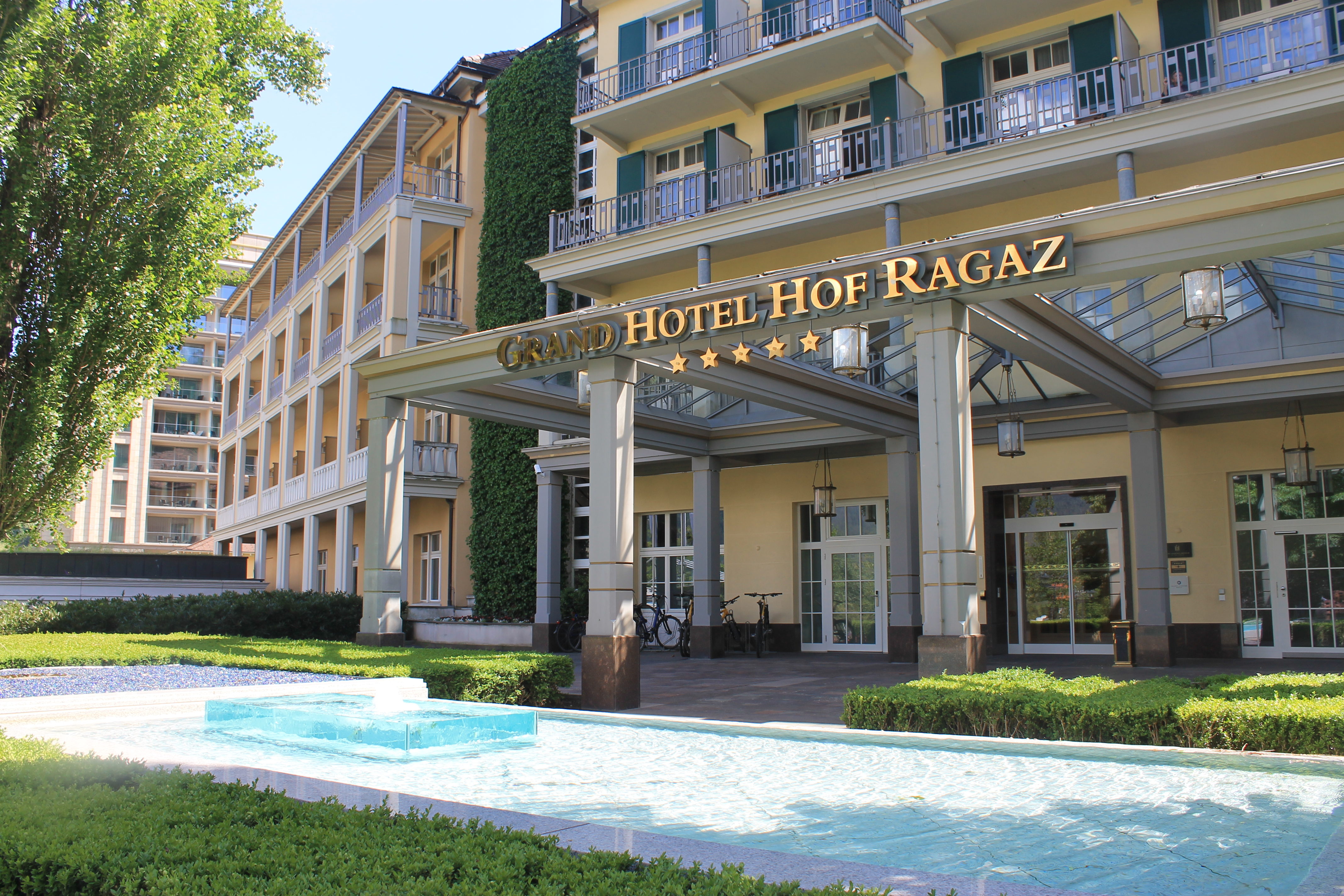
Grand Hotel Hof Eingang

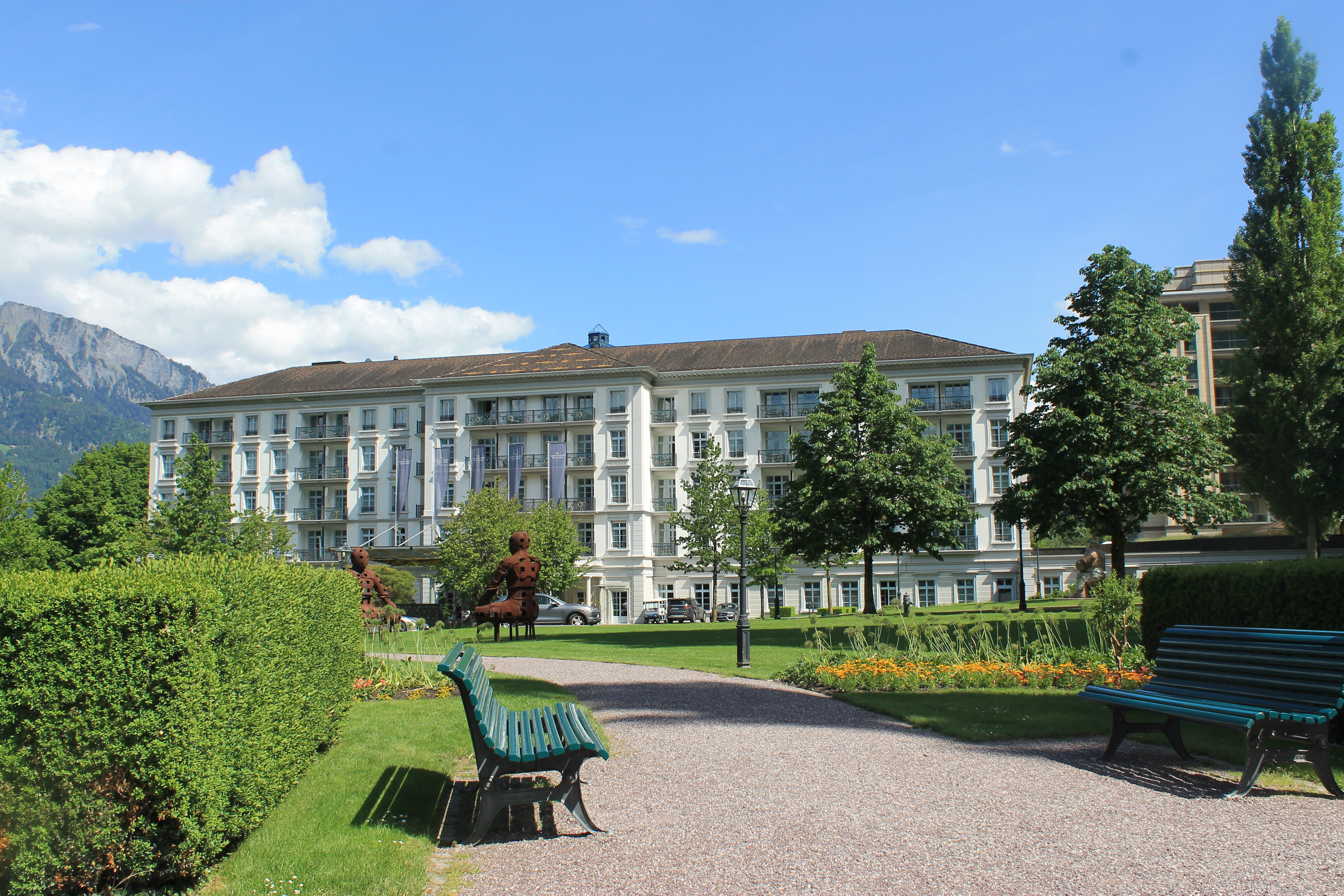
Grand Hotel Quellenhof

### Grand Hotel Quellenhof & Spa Suites
Die Konzession Bernhard Simon zum Betrieb eines Hotels erfolgte 1868. Die Eröffnung erfolgte am 10. Juli 1869. Es gehört zu den Leading Hotels of the World. Es umfasst 98 Suiten.

### Grand Hotel Hof Ragaz
Das Grand Hotel Hof Ragaz ist ein Fünf-Sterne-Hotel in Bad Ragaz. Es gehört zu den Leading Hotels of the World.

### Thermalbad (Tamina Therme)

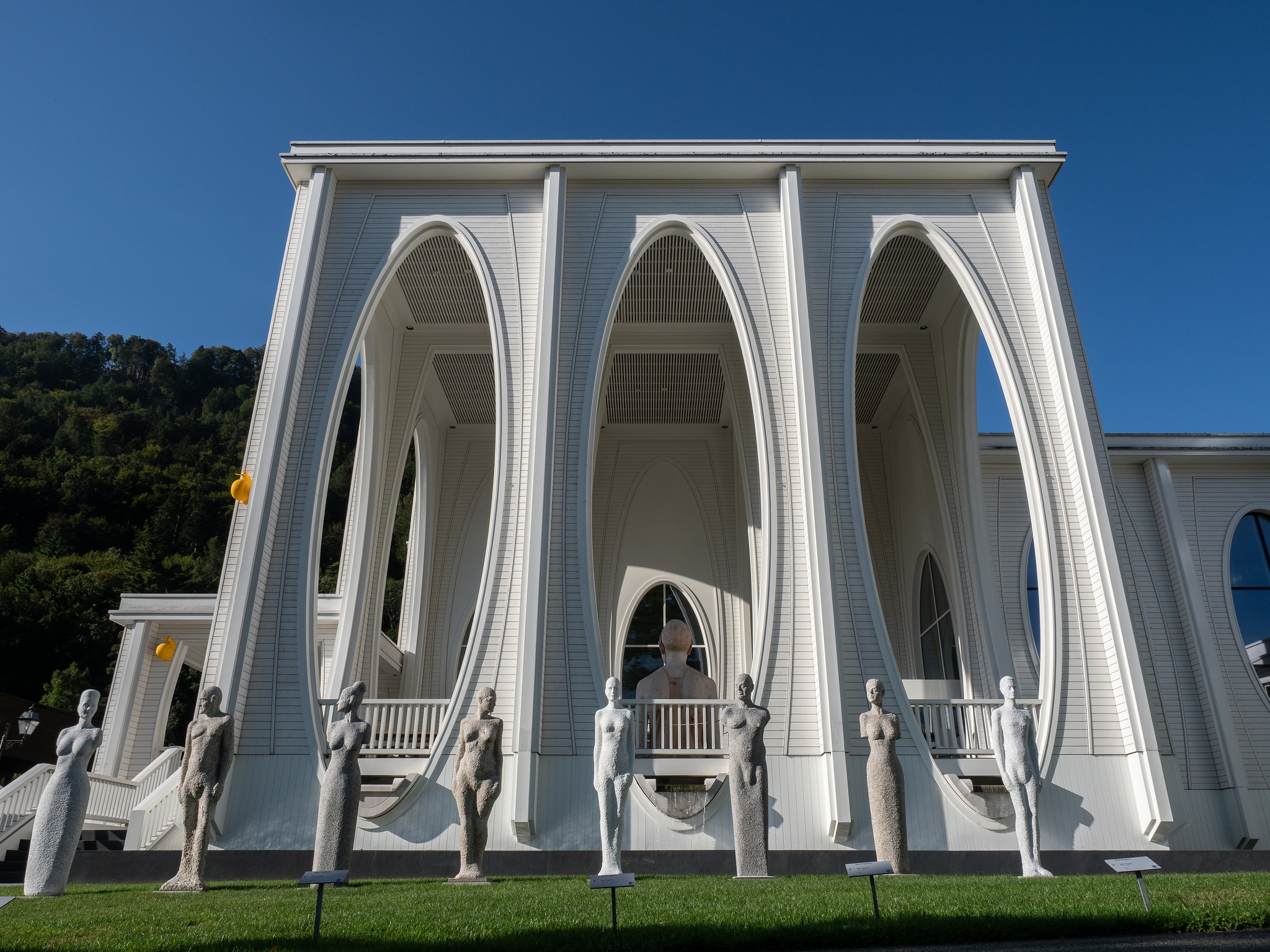
Tamina Therme

Im Jahr 1872 entstand mit der Tamina Therme das erste Thermalwasserhallenbad Europas. Das Thermalbad wird mit dem 36,5 °C warmen Thermalwasser aus der nahe gelegenen Tamina-Schlucht gespeist, und besteht aus dem historischen Helena-Pool, einem Sportbecken, einem Gartenpool, einem Familien-Spa und einem Saunabereich. Das Wasser wurde von 1350 bis 1969 im Bad Pfäfers genutzt, seither zum einen in der Heilklinik Valens, zum anderen in den Thermalbädern von Bad Ragaz. Das Wasser wird zur Behandlung von Kreislaufkrankheiten, Rheuma, Lähmungserscheinungen und Unfallfolgen angewendet.

### Bildergalerie

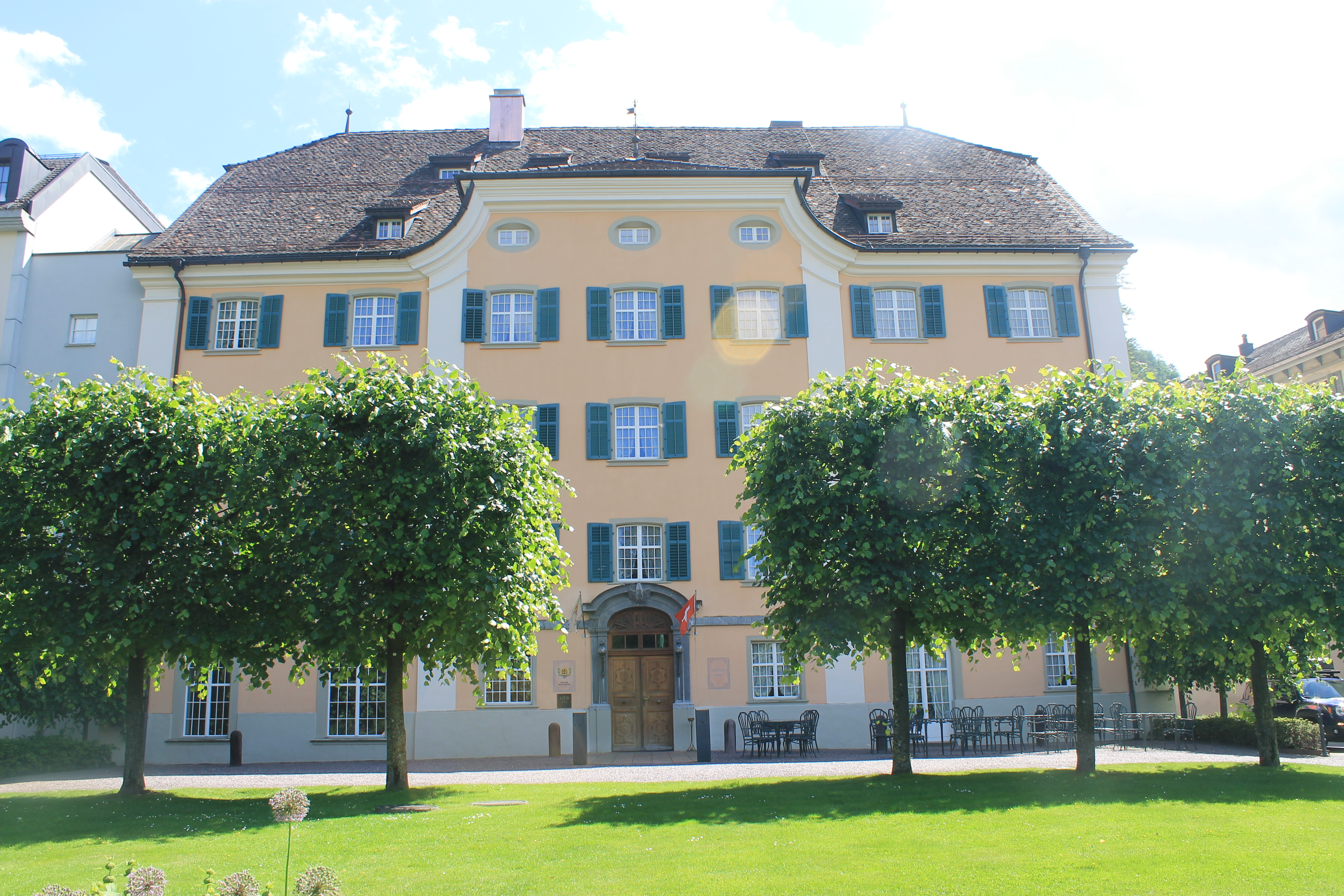
Das alte Verwaltungsgebäude des Klosters in Ragaz. Aus diesem entstand 1840 das Erste Hotel.
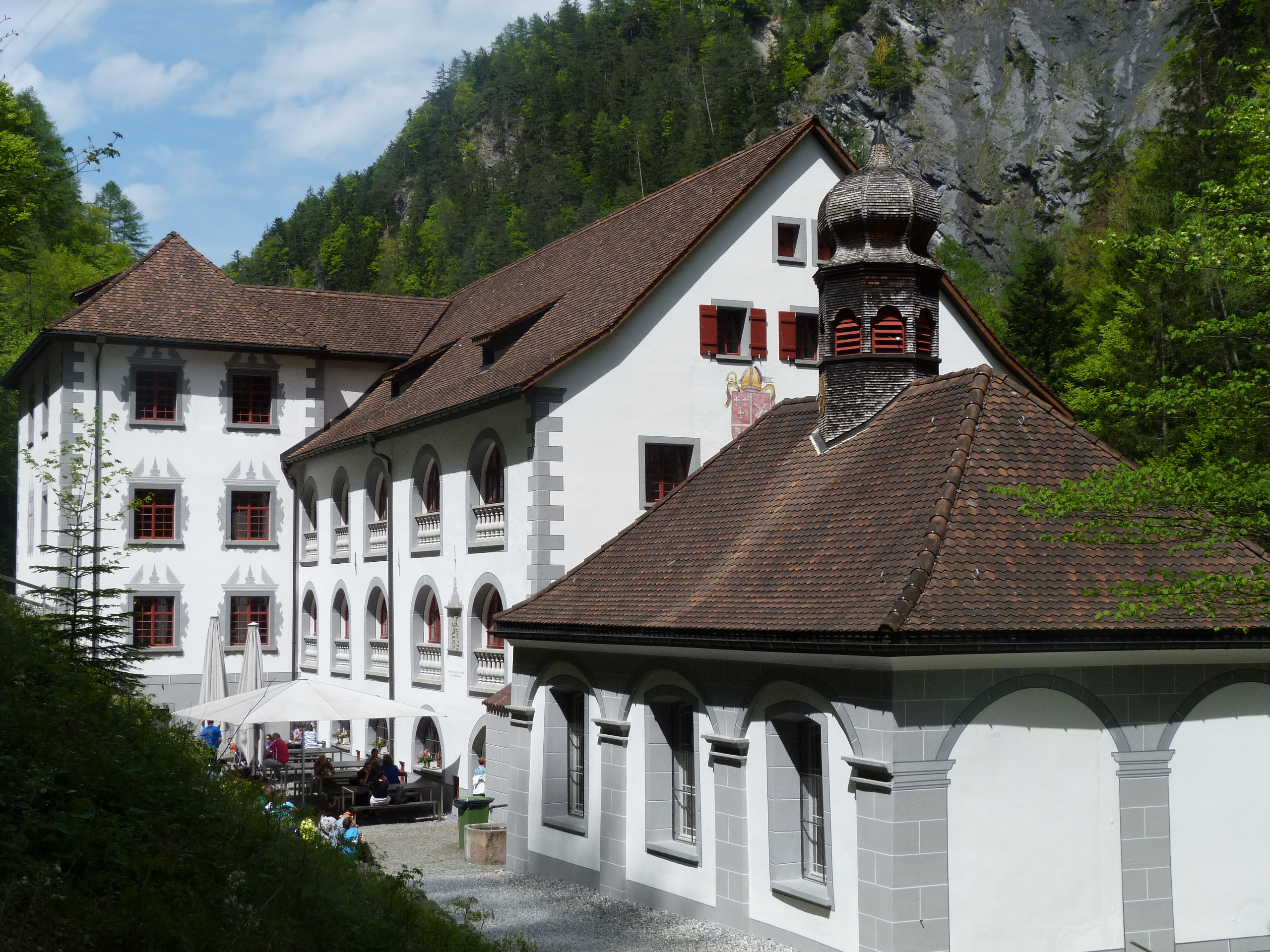
Vor dem Bau der Wasserleitung nach Ragaz 1840 befand sich die Badeanstalt in der Taminaschlucht.
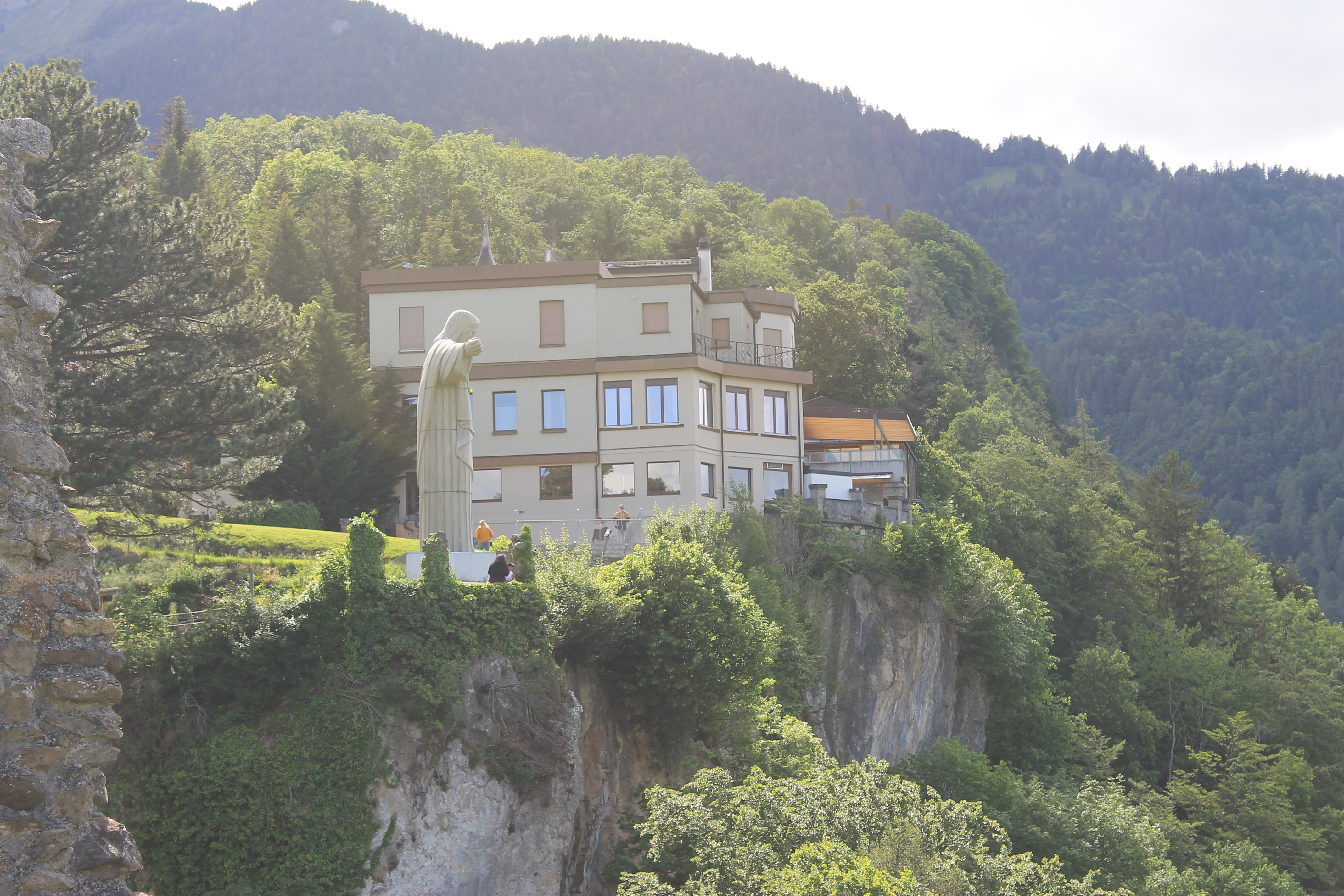
Hotel Schloss Wartenstein mit Jesus Statue. Sicht von der Ruine Burg Wartenstein.
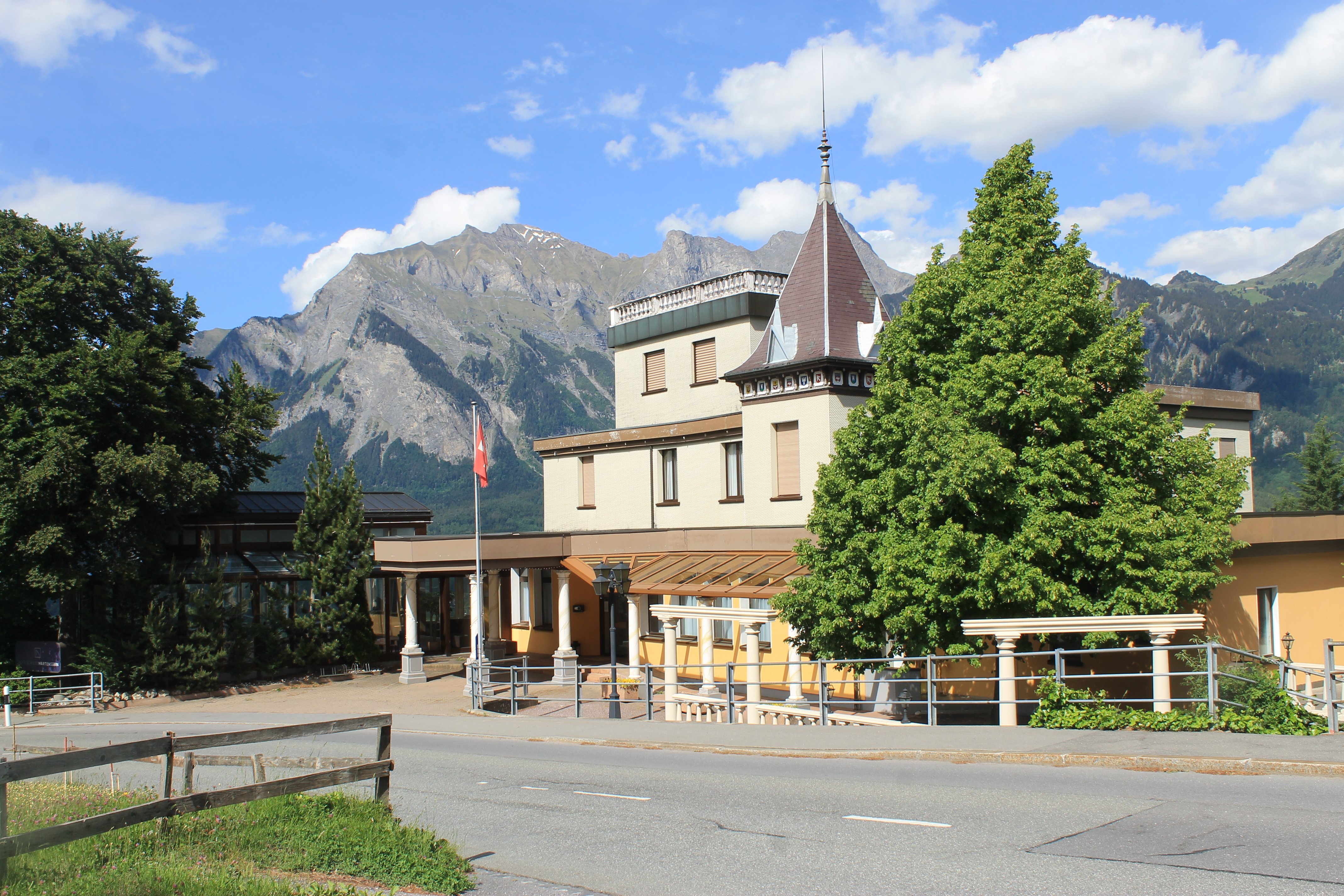
Hotel Schloss Wartenstein Haupteingang. Seit 2016 im Besitz des Resorts.